# Bukhara Challenger 2001
Il Bukhara Challenger 2001 è stato un torneo di tennis facente parte della categoria ATP Challenger Series nell'ambito dell'ATP Challenger Series 2001. Il torneo si è giocato a Bukhara in Uzbekistan dal 1 al 6 ottobre 2001 su campi in cemento.

## Vincitori

### Singolare
John van Lottum ha battuto in finale  Oleg Ogorodov con il punteggio di 6–1, 6–1

### Doppio
Aisam-ul-Haq Qureshi /  Rogier Wassen hanno battuto in finale  Aleksej Kedrjuk /  Alexander Shvets con il punteggio di 6–2, 6–4